# Nicolas Le Vavasseur
Pour les articles homonymes, voir Le Vavasseur.
Nicolas Le Vavasseur, né à Bernay (Eure) entre 1580 et 1593 et mort à Caen en 1658, est un compositeur français de la période baroque.

## Biographie

### Bernay
Il est né en la paroisse Sainte-Croix de Bernay ; sa date de naissance est déduite d’une lettre de son fils aîné à Pierre-Daniel Huet, qui dit que Nicolas vécut « 65 ans et mourut en l'année 1658 », ce qui fait remonter sa naissance vers 1593. Il est né gentilhomme, fil de Gaspard Le Vavasseur, commandant - pendant les guerres civiles - du régiment du baron de Mailloc. Ayant dissipé sa fortune, Gaspard survivait avec une pension viagère à prendre sur l'abbaye de Bernay, accordée par Henri IV.
Par contrat du 7 novembre 1609, Nicolas se marie à Catherine Bernard ; le mariage est célébré en l'église Sainte-Croix de Bernay le 12 novembre suivant (hélas, les actes n'indiquent pas la date de naissance des conjoints). Il a eu trois fils. L'aîné, Yves, né en 1614, se fit prêtre et fut fit chanoine régulier de la Sainte-Croix (ou « croisier ») à Caen et prieur de Maisoncelles en 1705 (il y a plusieurs prieurés de ce nom). Vient ensuite Adrien, successeur de son père à l’orgue de Saint-Pierre de Caen. Enfin Nicolas, organiste de Notre-Dame du Havre (20).
Il aurait appris la musique auprès de Thomas Le Prévost, curé et organiste de sa paroisse. Peut-être a-t-il été un des enfants de chœur de la maîtrise paroissiale. Il devient professeur de mathématiques, et organiste et maître des enfants de chœur de sa paroisse, aux appointements de 80 lt par an. Il figure en cette qualité jusqu'en 1621.

### Lisieux
Vers 1622, Nicolas Le Vavasseur quitte Bernay pour devenir organiste de la cathédrale Saint-Pierre de Lisieux, poste mieux rétribué. 
De cette époque, on possède plusieurs documents. Carlez cite une supplique de Le Vavasseur adressée au chapitre, pour obtenir paiement d'un quartier de ses gages. En 1626, le facteur Lesselier répare l'orgue de Saint-Pierre de Lisieux et construit un buffet ; la réception des travaux est faite le 27 mai 1627 par Le Vavasseur, le chapitre étant présent.

### Caen
On peut situer vers 1637-1638 le passage de Le Vavasseur de Lisieux à l'église Saint-Pierre de Caen ; la date précise est inconnue mais antérieure à 1640 car cette année il était déjà remplacé à l’orgue de Lisieux par Pierre Colombel et déjà titulaire de l'orgue de Saint-Pierre de Caen. Là, Le Vavasseur ajoute la fonction de maître de la maîtrise à celle d’organiste. Son contrat passé avec le curé Gabriel Jacques l’engage « à jouer et toucher l'orgue et à faire les menues réparations » contre 300 lt par an, payables par quartiers.
Il a un conflit avec le chapitre en 1646 pour n’avoir pas obtenu les sommes nécessaires à de grosses réparations, et assigne le chapitre devant le bailli de Caen. Le chapitre est condamné à les financer et la réception des travaux est faite par une commission nommée pour l’occasion. À cette occasion Le Vavasseur semble avoir bénéficié de la confiance renouvelée des paroissiens et du chapitre car son engagement est prorogé de six ans, aux mêmes conditions avec en sus 30 livres de vin.
Le Vavasseur meurt en 1658. Son acte de décès n’est pas retrouvé.

## Œuvres

### Musique sacrée
Ses compositions sacrées sont perdues ; elles sont toutefois citées (sans détail) dans une pièce de Gabriel Du Moulin, au début des Airs de 1626 :
Déjà tes doctes motets,
Chantés devant nos autels,
Ont contrequarré la peste ;
Et du francois univers
Tu bannis hors par tes airs
Tout le mal qui nous moleste.

### Musique spirituelle
La production spirituelle de Le Vavasseur est citée dans une lettre de son fils à Pierre-Daniel Huet ; elle laisse supposer la parution de deux volumes (perdus) et de quelques autres pièces écrites sur les paraphrases d’Antoine Godeau :
Là [à Caen], il composa des Airs spirituels à 4 parties qu'il dédia à Me Laurence de Budos, abbesse de Sainte-Trinité de Caen. Il en composa d'autres [sur] des vers de la composition de M. de Segrais, aussi à 4 parties, et ce sont ceux-là, Monsieur, que vous chantiez à Caen dans votre jeunesse, et que je n'ay jamais pu recouvrer. Il mist en musique les Pseaumes de David de la traduction de M. Godeau, mais il excella dans le Cantique des trois Enfants, de la même traduction, qu'il mist en trio et qui eut beaucoup d'applaudissements.
De ces recueils, l’un aurait paru chez Jacques Mangeant à Caen en 1637.

### Musique profane

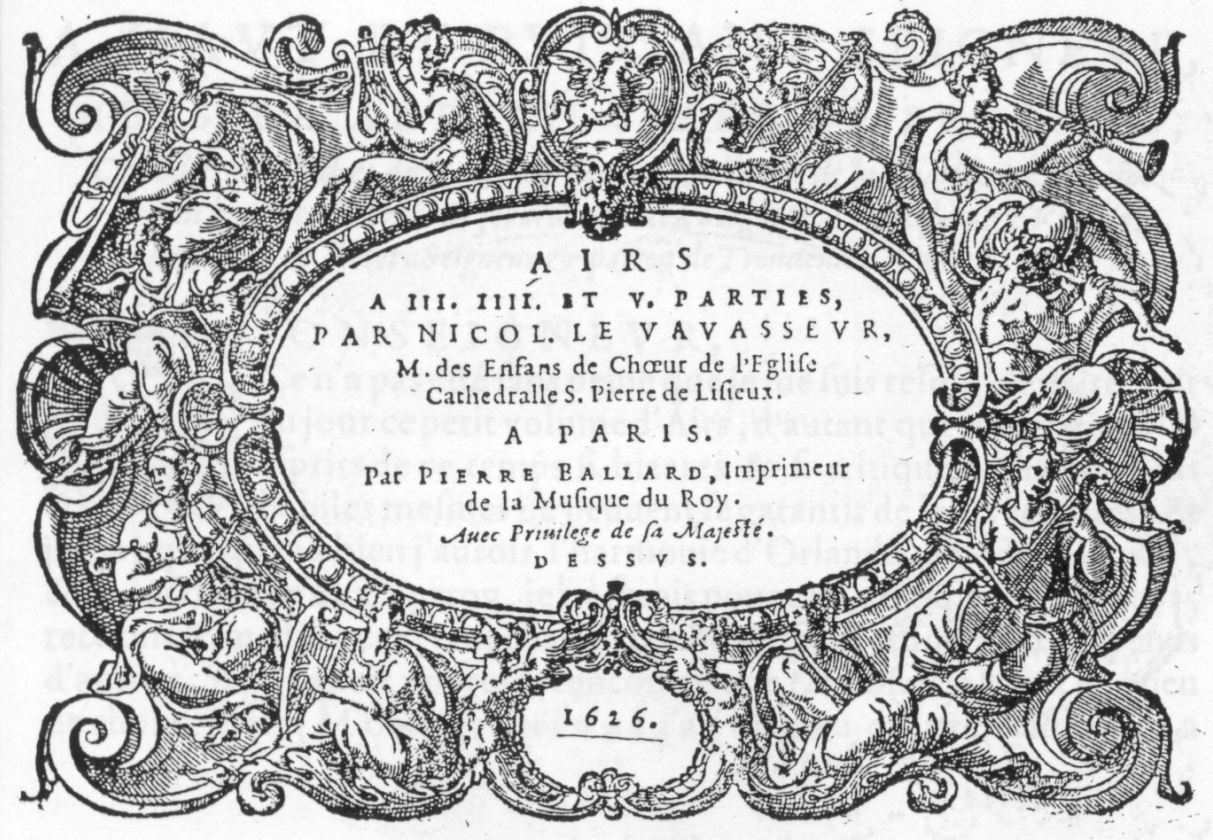
Les Airs de Nicolas Levavasseur de 1626.

Il est l'auteur d'au moins trois recueils d'airs de cour ou de canons :
- Airs à III, IIII et V parties, par Nicol. Le Vavasseur, M. des Enfans de Chœur de l'Église Cathedralle S. Pierre de Lisieux. - Paris : Pierre I Ballard, 1626. 5 vol. 8° oblong. RISM L 2174, Guillo 2003 n° 1626-E.
Dédicace à messire Adrian sires de Breauté, chevalier des Ordres du Roy, gentilhomme ordinaire de la Chambre, capitaine de cent hommes d'armes de ses ordonnances, seigneur, chastelain, & viconte heredital de Hotot... Contient 26 airs et un Exaudiat te Dominus final pour le roi. Le seul exemplaire complet est à Ulm, Stadtbibliothek. Fac-similé : Stuttgart, Cornetto-Verlag, 1996. La majorité des airs mis en musique par Le Vavasseur proviennent du Second livre des Délices de la poésie françoise... recueilli par Jean Baudoin (Paris : Toussaint Du Bray, 1620, 8°). S'y trouvent des posésies de Jean Baudoin, François de Molière d'Essertines, Honoré d'Urfé, Jean Bertaut, Pierre Hodey, Théophile de Viau et Racan.
- Treize airs à 3, 4 ou 5 voix figurent dans les pages 32-57 du manuscrit Paris BNF (Mus.) : RES VMD MS-49. Ils se retrouvent tous dans le recueil de 1626.
- Second livre d’airs à IIII & V parties, par N. Le Vavasseur, M. des Enfans de Ch. de l'Église S. Pierre de Lisieux. - Paris : Pierre I Ballard, 1629-1630. 5 vol. 8° oblong. Guillo 2003 n° 1629-D.
Les deux exemplaires incomplets connus (parties de haute-contre et de ténor) ne contiennent pas de dédicace. Contient 26 airs et un Domine salvum fac Regem final. L'édition existe sous deux émissions, datées 1629 ou 1630. Là encore, la moitié des textes provient du même recueil poétique que pour le premier livre de 1626, avec des pièces de Balthazar Baro, Louis Revol, Jean Baudoin, Pierre Motin, François Maynard, Claude-Gaspard Bachet de Méziriac, Théophile de Viau et Racan. Six autres sortent du Recueil des plus beaux vers (Paris : Toussaint Du Bray, 1626) ou du Cabinet des Muses (Rouen : David du Petit-Val, 1619) ; celles-ci sont de Claude de L'Estoile, François Maynard, Théophile de Viau ou Jean Baudoin. Treize airs peuvent être reconstitués avec les parties de dessus et de basse qui figurent dans le recueil La Philomèle séraphique (Tournai : Adrian Quinqué, 1632 et 1640, RISM 16323 et 16405)[9].
- Troisiesme livre d'airs à 4 parties. - Caen : Jacques Mangeant, 1637. 4 vol. 8° oblong. Patalas 1999 n° 1227.
Seule la partie de haute-contre est connue. Cracovie, Bibliothèque Jagellonne : Mus. ant. pract. L 898.
- Canons à II. III. IV. V. et VI Parties par Nicolas Le Vavasseur cy devant maistre des enfans de chœur de l'Église cathedralle de Lisieux ; de présent organiste de l'église de S. Pierre de Caën. Paris : Robert III Ballard, vers 1648. 1 vol. 4°. Guillo 2003 n° 1648-D.
Édition perdue, attestée par les notes de Sébastien de Brossard et le catalogue de la bibliothèque des imprimeurs Ballard. L'exemplaire incomplet que Brossard mentionne dans le catalogue de sa collection ne s'est pas retrouvé dans le fonds de la Bibliothèque Royale.

## Discographie
- Deux de ses airs de cour figurent dans L'Astrée : musiques d'après le roman d'Honoré d'Urfé, Ensemble Faenza, dir. Marco Horvat, 2008, 1 CD Alpha 127.